# QV75
QV75 es la tumba de Henutmira, hermana de Ramsés II, perteneciente a la dinastía XIX. Está emplazada en el Valle de las Reinas, en la ribera occidental del Nilo, en Egipto.
Champollion y Lepsius hicieron referencia a esta tumba. Lepsius la describió brevemente y la clasificó con el número 1 de su lista. Lepsius y Porter y Moss la catalogaron como perteneciente a una reina desconocida.
La tumba se sitúa cerca de la entrada del valle y puede tratarse de una de las últimas tumbas realizadas durante el reinado de Ramsés II. El título «Hija del rey» predomina por encima de cualquier otro, lo cual puede indicar que la tumba estaba inicialmente destinada para una princesa real, y fue adaptada para Henutmira cuando  murió.

## Descripción
La tumba está compuesta por un vestíbulo, una cámara lateral y una cámara funeraria. El vestíbulo exterior está decorado con diversas escenas de deidades. En un santuario aparecen dos figuras que representan a Anubis. Henutmira se muestra ante un dios en un quiosco, y otras escenas reproducen a Horus.
En el corredor, la reina aparece ante Ra-Horajti.
La sala interior muestra a la difunta venerando a Ra-Horajti con forma de halcón. La escena siguiente muestra a las diosas Isis y Neftis que adoran a unos babuinos. Hay diversas representaciones de mobiliario, como un diván con forma de cabeza de león u otro con forma de cabeza de vaca. Junto al primer diván hay un espejo y debajo del segundo se representa un tarro de ungüento.
Las pilares de la habitación interior están decorados. El primero presenta a Horus-Imhotep, Hathor, Isis, y las Almas de Pe arrodilladas. El segundo pilar está decorado con escenas que muestran a Osiris, Maat y Neit y las Almas de Nejen arrodilladas. El tercer pilar representa nuevamente a Horus-Imhotep, las Almas de Nejen arrodilladas,  Neftis y una diosa occidental.
La parte inferior del ataúd de Henutmira fue usurpado por el rey Horsiese I para su enterramiento en Medinet Habu. Henutmira es denominada la Hija del rey en el sarcófago, y posiblemente fue también la Esposa del rey, aunque esto último se lee con dificultad.
En el Papiro Salt, el capataz Panbeb es acusado de robar la maqueta de un ganso durante el entierro de la reina, que fue encontrada posteriormente en su casa.
La tumba parece que fue reutilizada durante la dinastía XXII. Fue usada de nuevo durante la época romana, cuando se cavó un foso adicional en el suelo de la cámara del sarcófago.